# 유관순열사 기념공원
유관순열사 기념공원은 충청남도 천안시 동남구 병천면 탑원리, 유관순열사 사적지내에 있는 공원이다.

## 개요
순국자 추모각 광장아래 위치한 유관순열사 기념공원은 파고라, 광장이 설치되어 열사 추목각과 순국자 추모각을 둘러보고 휴식을 취하면서 병천시내와 사적지를 한눈에 둘러 볼 수 있는 공간이다.